# Dalbergia paucifoliolata
Dalbergia paucifoliolata är en ärtväxtart som beskrevs av Cyrus Longworth Lundell. Dalbergia paucifoliolata ingår i släktet Dalbergia, och familjen ärtväxter. Inga underarter finns listade i Catalogue of Life.